# タデウシュ・リヒター

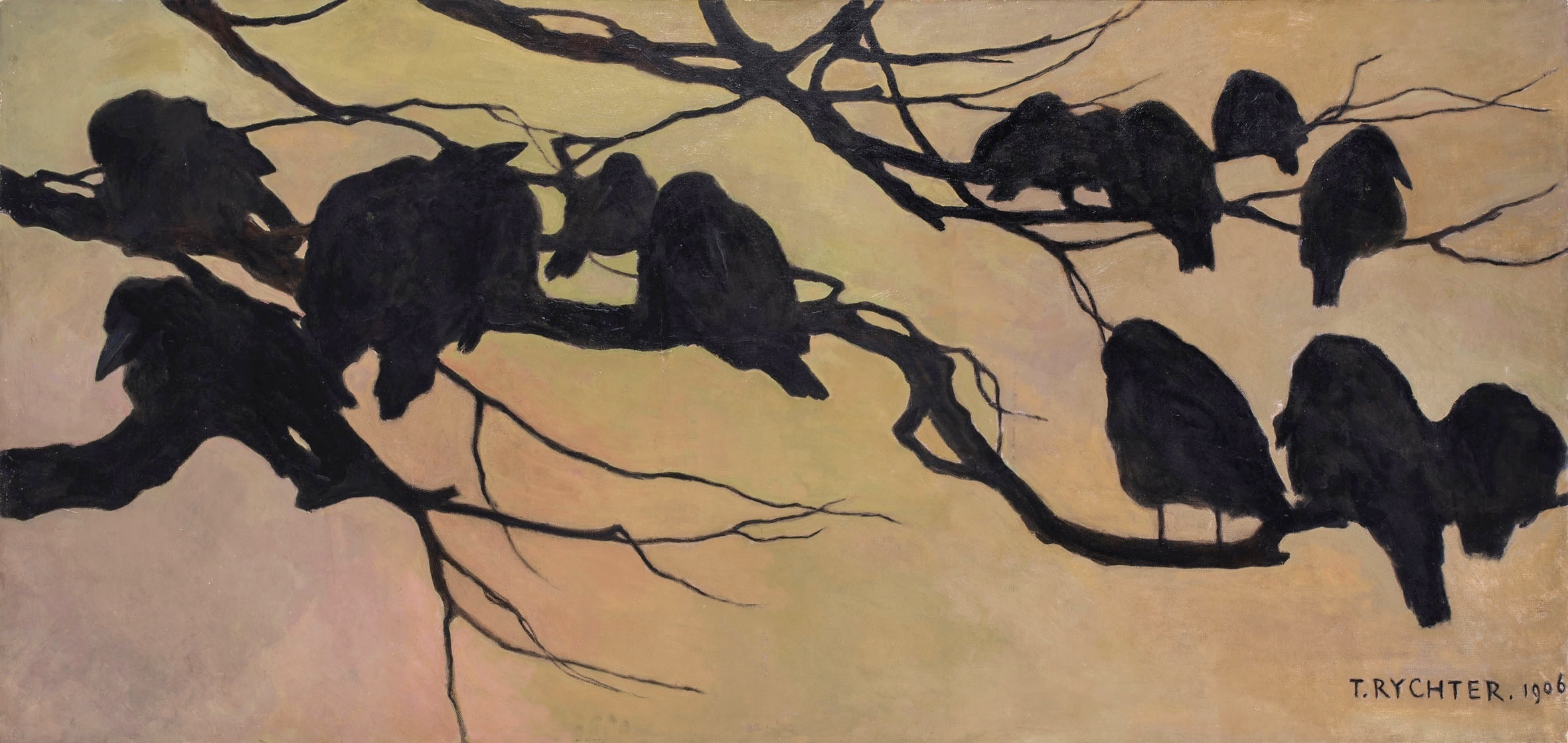
タデウシュ・リヒター作「木にとまる鳥」(1906)、National Museum in Poznań

タデウシュ・リヒター（Tadeusz Rychter、1870年 - 1943年）は、ポーランドの画家、イラストレーターである。日本美術に影響を受けた作品も描いた。

## 略歴
オーストリア・ハンガリー帝国（現ウクライナ）のリヴィウに生まれた。祖父はワルシャワなどで活躍した俳優、演劇演出家のJózef Rychter（1820-1885）で父親はリヴィウ工科大学の教授であった。クラクフの美術アカデミー（後のヤン・マテイコ美術アカデミー）でテオドール・アクセントウィッチ（Teodor Axentowicz）やヤン・スタニスワフスキに学んだ,。1896年6月からミュンヘン美術院でニコラオス・ギジスに学んだ。イタリアに旅し、1898年にミュンヘンに戻り、ホローシ・シモンの絵画学校で修行を続け。1899年からの年度は、クラクフの美術アカデミーでヨーゼフ・ウニエルジスキ（Józef Unierzyski: 1863-1948）の学生になった。
1900年10月にリヴィウで貴族の娘で画家のブロニスワ・ヤノフスカ（Bronisława Janowska: 1868-1953）と結婚し、ともにスイス、イタリア、スペイン、フランスを旅し、1901年からミュンヘンに住み、画家の修行を続けたが1910年から別居し、1919年に離婚した。
1902年に、クラクフに移り、芸術家が集まったキャバレー「ツィエロニー・バロニク（Zielony Balonik＝緑色の風船）」仕事もし、クラクフの芸術家のなかで活動した。絵画に加えて、ポスターや本の挿絵も制作し、日本美術の影響を受けたスタイルの作品を制作した。
1908年にはエジプトに旅し、カイロやポートサイドに滞在した。1909年からベルリンで働くようになり子供たちの肖像画を描いて収入を得た。
第一次世界大戦が始まると、帝国ロシア軍と戦ったポーランド軍団に所属し、カルパチア山脈での作戦に参加した。1915年にワルシャワで開催されたポーランド軍団の展覧会に作品を出展した。1915年からワルシャワで消防隊の隊長やリヴィウの郵便局の検閲官として働き、ウィーンに移った後、1917年にワルシャワに戻った。
1918年に再びミュンヘンに移るが、そこで重い肺炎にかかった。1920年から1923年の間は、中東のエルサレムに滞在し、絵画教師として働き、オリエンタリズムの作品を描いた。ポーランドでの展覧会への出展は少なくなった。
1943年のドイツ占領下のワルシャワで行方不明になり、ドイツ軍に殺害されたとされる。

## 作品

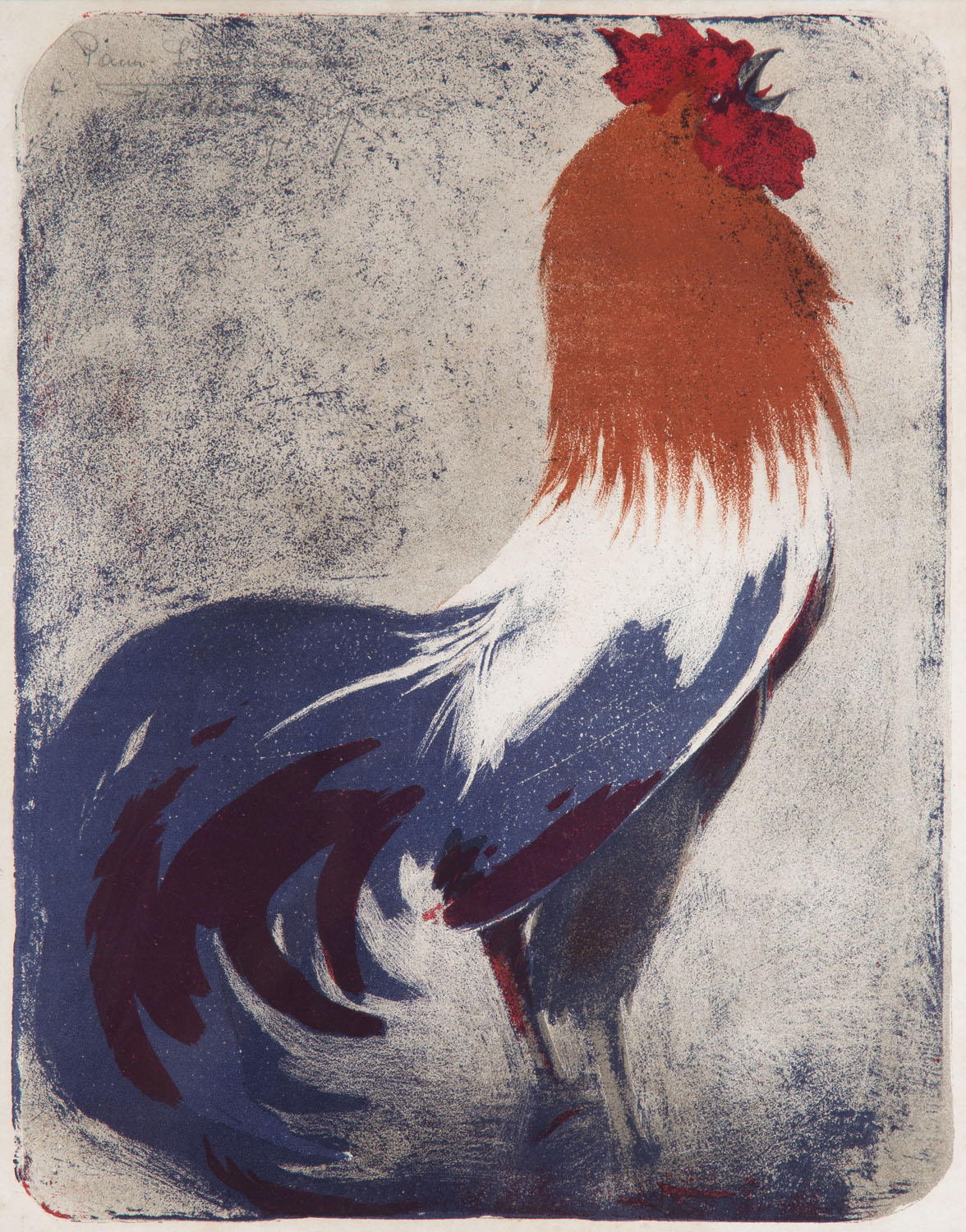
ニワトリ (1894)
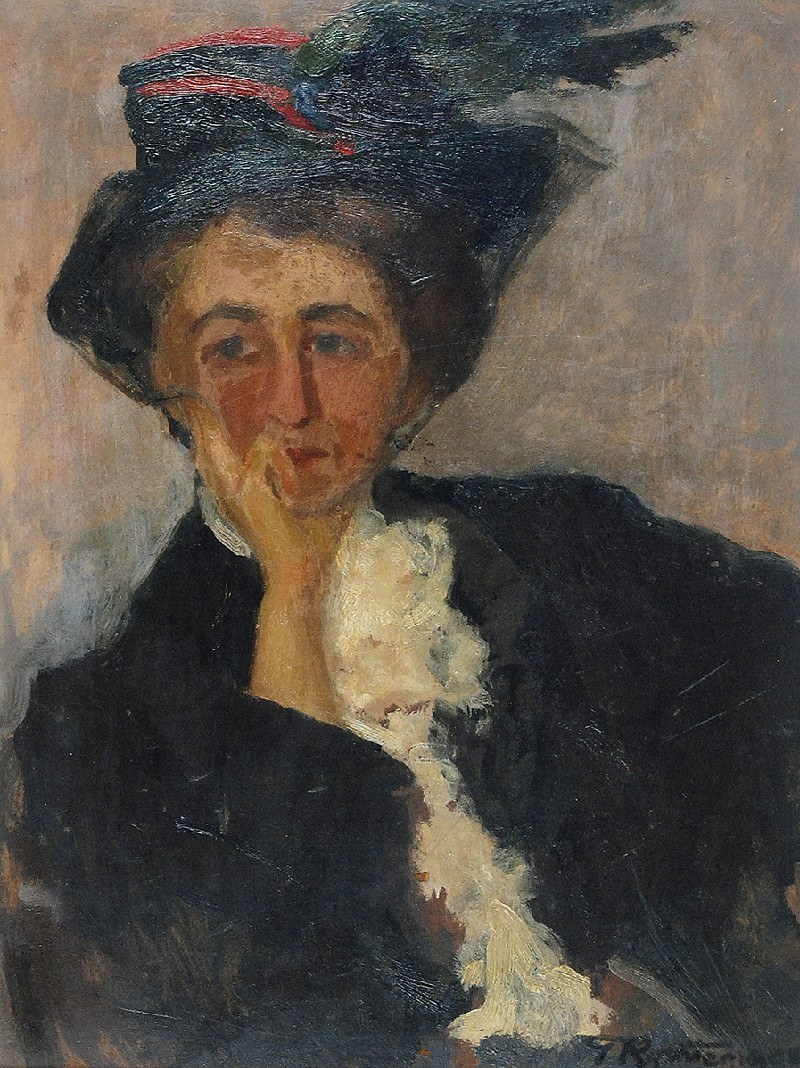
肖像画　(1908)
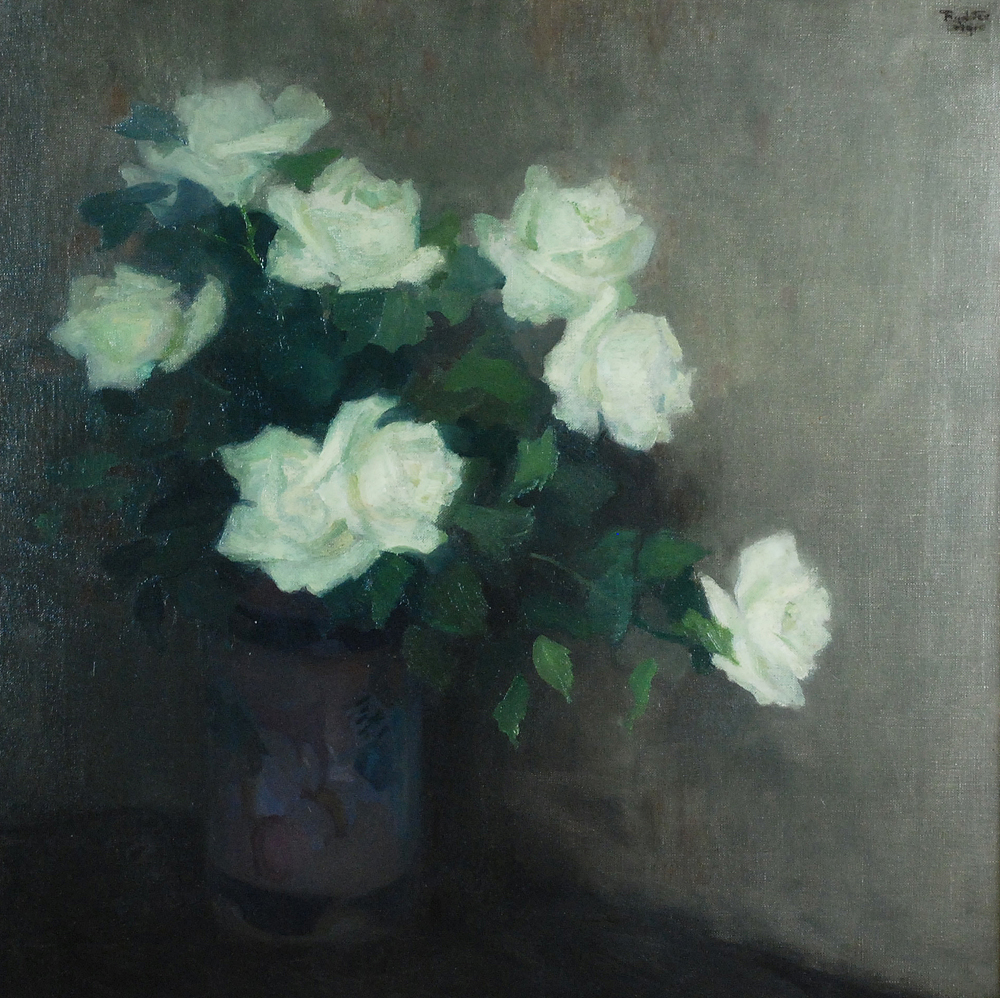
花瓶のバラ (1908)
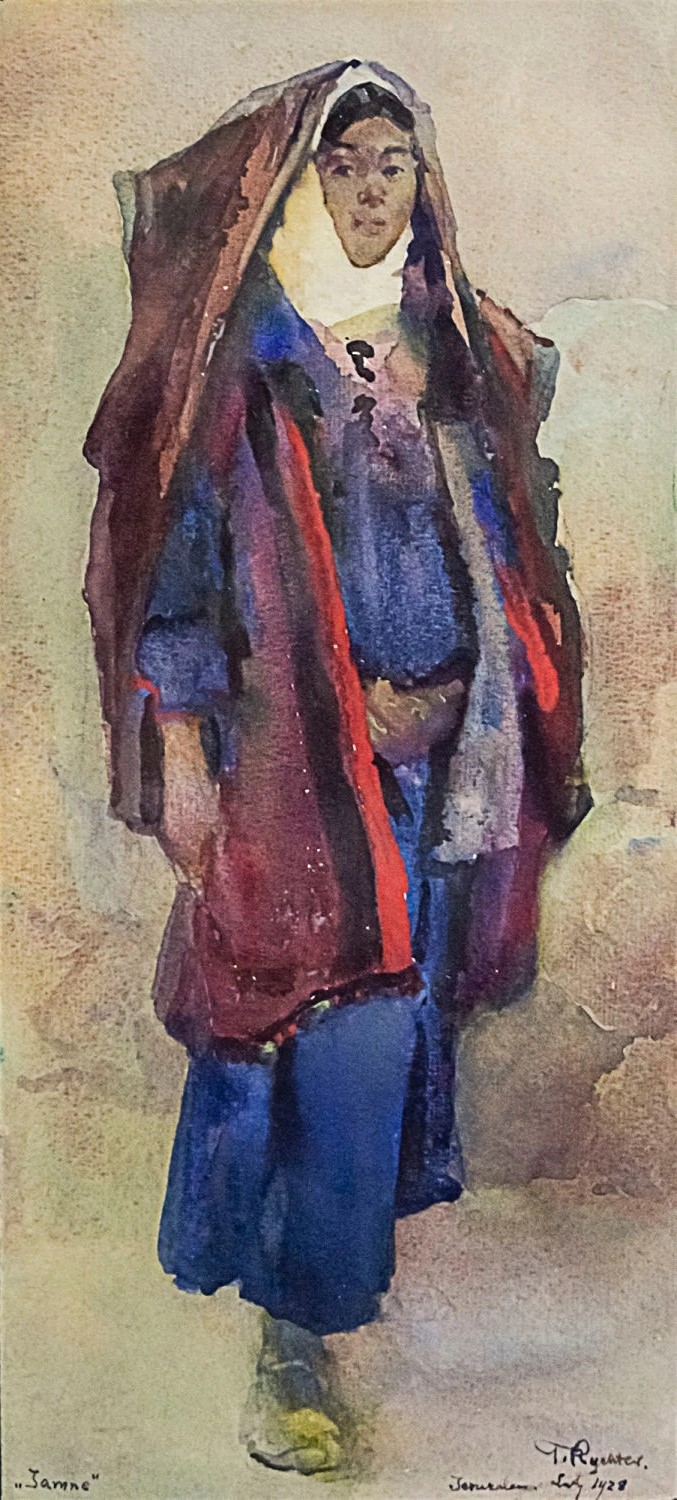
イエメンの女性 (1928)